# Juri Sternburg
Juri Sternburg (* 23. November 1983 in West-Berlin, bürgerlich: Juri Langhoff) ist ein deutscher Drehbuchautor, Schriftsteller und Dramatiker.

## Leben
Sternburg besuchte die Grundschule in Berlin-Kreuzberg und später das Jüdische Gymnasium. 1995 spielte er seine erste Bühnenrolle in der Inszenierung Im Schlagschatten des Mondes: Hänsel und Gretel von Thomas Heise am Berliner Ensemble, einer Produktion mit Kindern, in der auch Tom Schilling auftrat. Ab 1996 spielte Sternburg mehrfach am Deutschen Theater Berlin, u. a. in Heinrich IV. Ab 1998 beschäftigte er sich mit Graffiti und Street Art. Außerdem absolvierte er Bühnenbildhospitanzen und -praktika u. a. am Maxim Gorki Theater Berlin und am Deutschen Theater in Almaty, Kasachstan, wo er als Bühnenbildner arbeitete.
Seit 2007 schreibt Juri Sternburg regelmäßig für Magazine und Zeitungen wie Taz, Die Zeit, Juice, Vice, Das Wetter, Hate und Päng. Sein erstes Hörspiel Feierabend (Co-Autorin Frauke Schmidt) wurde 2010 im SWR urgesendet. 
2007 entstand sein erstes Stück 6 quadratmeter Chrom, ein Auftragswerk des Berliner Trockenschwimmer-Festivals (Regie: Christian Vilmar), das im Stadtbad Oderberger Straße zur Uraufführung kam. Sein Theaterstück der penner ist jetzt schon wieder woanders wurde 2010 zum Heidelberger Stückemarkt eingeladen und 2011 zum Stückemarkt des Berliner Theatertreffens, wo es mit dem Förderpreis für neue Dramatik ausgezeichnet wurde. Im Januar 2012 feierte das Stück am Maxim-Gorki-Theater in Berlin Premiere. Des Weiteren wurde es im März 2012 am Theater Freiburg aufgeführt und vom Goethe-Institut Boston in der Regie von Guy Ben-Aharon als Bühnenlesung präsentiert. Im Juni 2013 wurde das Stück beim Festival of european contemporary playwrights 2013 in Kopenhagen aufgeführt. Sein Stück Wider die Natur! oder Die Desintegrationsmaschine, das im Rahmen der Literaturwerkstatt des Ballhaus Naunynstraße/Maxim-Gorki-Theaters entstand, wurde im Dezember 2013 am Maxim Gorki Theater in Berlin und im Januar 2014 am Ballhaus Naunynstraße vorgestellt. 2015 erschien im Korbinian Verlag seine Novelle Das Nirvana Baby.
Im Januar 2017 feierte das Theaterstück 10 Gebote am Deutschen Theater Berlin Premiere. Sternburg steuerte gemeinsam mit dem KIZ-Rapper Maxim Drüner das Gebot „Du sollst nicht stehlen“ bei. Weitere Autoren waren u. a. Clemens Meyer und Rocko Schamoni. Die Inszenierung wurde in das Thalia Theater Hamburg eingeladen und dort aufgeführt. Im Februar 2019 feierte die Stückfassung seiner Novelle Das Nirvana Baby am Hamburger Thalia Theater Premiere. Im gleichen Jahr inszenierte Sternburgs Bruder Léon S. Langhoff sein Stück Utopie 3: Öffne dein Herz Ich will den Champagner kaltstellen am Volkstheater Rostock. Ebenfalls in Rostock feierte im September 2019 seine Neuübersetzung und Fassung von Shakespeares Richard III Premiere.
Im Juli 2020 feierte der Film In Berlin wächst kein Orangenbaum (Regie: Kida Khodr Ramadan), zu dem Sternburg das Drehbuch verfasste, beim Filmfest München Premiere. Aufgrund der COVID-19-Pandemie fand sie im Autokino statt. Im September 2020 erschien sein Buch Das ist Germania – Die Größen des Deutschrap über Heimat und Fremde beim Droemer-Knaur-Verlag, im September 2021 das Buch King of Rap, das Sternburg gemeinsam mit Kool Savas schrieb und das auf Platz 3 der Spiegel-Bestsellerliste einstieg. Die von Sternburg nach einer Idee von Katja Eichinger geschriebene ARD-Serie Asbest, bei der Ramadan Regie führte, erschien im Januar 2023 und wurde die erfolgreichste ARD-Mediathek-Serie seit Gründung. Die Serie Die Zweiflers, die Sternburg gemeinsam mit David und Sarah Hadda schrieb, gewann bei ihrer Weltpremiere auf dem internationalen Serienfestival von Cannes 2024 drei Preise, darunter „Beste Serie“. Es folgten vier Auszeichnungen beim Deutschen Fernsehpreis 2024 (u. a. „Beste Serie“), sowie unter anderem der Special Jury Prize bei den Venice TV Awards in Venedig, den Grimme-Preis in der Kategorie "Beste Fiktion" und den Preis der Deutschen Fernsehakademie für "Bestes Drehbuch 2025".
Sternburg lebt in Berlin. Seine Mutter ist die Autorin Anna Langhoff.

## Auszeichnungen
- 2010 Gruppenpreis des Heidelberger Stückemarkts
- 2011 Förderpreis für neue Dramatik des Stückemarkts, Theatertreffen Berlin
- 2018 „International Music Journalism Award“[19] für die „Beste musikjournalistische Arbeit des Jahres“
- 2024 „Beste Serie“ beim Internationalen Serienfestival in Cannes
- 2024 „Beste Drama-Serie“ beim Deutschen Fernsehpreis
- 2025 "Bestes Drehbuch" Preis der Deutschen Fernsehakademie
- 2025 „Beste Fiktion“ für die Serie „Die Zweiflers“ beim Grimme-Preis

## Werke

### Stücke
- 6 quadratmeter Chrom, Theaterstück, UA 2007, Trockenschwimmer-Festival, Stadtbad Oderberger Straße
- der penner ist jetzt schon wieder woanders, Theaterstück, UA 2012, Maxim Gorki Theater
- Wider die Natur! oder Die Desintegrationsmaschine, 2013 am Maxim Gorki Theater, 2014 am Ballhaus Naunynstrasse
- Das Nirvana Baby, Novelle, 2015, Korbinian Verlag
- 10 Gebote, Deutsches Theater Berlin 2017
- Das Nirvana Baby (Stückfassung), Thalia Theater Hamburg 2019
- Utopie 3: Öffne dein Herz Ich will den Champagner kaltstellen, Theaterstück, UA Volkstheater Rostock 2019
- Shakespeares Richard III, Neuübersetzung und Fassung, UA Volkstheater Rostock 2019
- Endgame24, Maxim Gorki Theater Berlin, UA Juni 2024
- Bülowstraße, Grips-Theater Berlin, UA Februar 2025

### Hörspiel
- Feierabend, Hörspiel, SWR 2010

### Drehbuch
- In Berlin wächst kein Orangenbaum, ARD Degeto
- Asbest, Serie, ARD Mediathek, 2023
- Die Zweiflers, Serie, ARD Mediathek, 2024

### Sachbücher
- Das ist Germania - Die Größen des Deutschrap über Heimat und Fremde, Sachbuch, Verlag Droemer Knaur, 2020
- (als Ghostwriter): Kool Savas: King of Rap, Verlag Droemer Knaur, 2021